# Pierre-François Limbosch
Pierre-François Limbosch est un décorateur belge pour le cinéma et le théâtre.

## Biographie
Il fait des études d'arts à l'École nationale supérieure des arts visuels (ENSAV) de La Cambre à Bruxelles.

## Théâtre
- 2002 : Hysteria de Terry Johnson, mise en scène de John Malkovich
- 2007 : Good Canary d'après Zach Helm, mise en scène de John Malkovich
- 2009 : Nathalie Ribout de Philippe Blasband, mise en scène de Christophe Lidon
- 2009 : Le Bureau des histoires... de Carine Ermans, mise en scène de Sabine Durand
- 2012 : La faute d'orthographe est ma langue maternelle de Daniel Picouly, mise en scène de Marie-Pascale Osterrieth
- 2012 : Les Liaisons dangereuses d'après Pierre Choderlos de Laclos, mise en scène de John Malkovich
- 2014 : Novecento d'après Alessandro Baricco, mise en scène d'André Dussollier
- 2014 : Je préfère qu'on reste amis  de Laurent Ruquier, mise en scène de Marie-Pascale Osterrieth
- 2015 : Énorme ! d'après Neil LaBute, mise en scène de Marie-Pascale Osterrieth
- 2015 : Partie en Grèce' d'après Willy Russell, mise en scène de Marie-Pascale Osterrieth
- 2016 : M'man de Fabrice Melquiot, mise en scène de Charles Templon
- 2016 : Je t'ai laissé un mot sur le frigo d'Alice Kuipers, mise en scène de Marie-Pascale Osterrieth
- 2017 : Les Carnets de Peter, mise en scène de Sabine Durand

## Filmographie (sélection)
- 1993 : Marie de Marian Handwerker
- 1996 : Mémoires d'un jeune con de Patrick Aurignac
- 1997 : Combat de fauves de Benoît Lamy
- 1998 : Hors jeu de Karim Dridi
- 2000 : D'un rêve à l'autre d'Alain Berliner
- 2001 : Lisa de Pierre Grimblat
- 2002 : Au plus près du paradis de Tonie Marshall
- 2004 : Mon ange de Serge Frydman
- 2007 : J'aurais voulu être un danseur d'Alain Berliner
- 2008 : Passe-passe de Tonie Marshall
- 2008 : Whatever Lola Wants de Nabil Ayouch
- 2011 : La Guerre des boutons de Yann Samuell
- 2011 : Chez Gino de Samuel Benchetrit
- 2011 : Les Femmes du 6e étage de Philippe Le Guay
- 2012 : La Cerise sur le gâteau de Laura Morante
- 2013 : Arrêtez-moi de Jean-Paul Lilienfeld
- 2013 : Abus de faiblesse de Catherine Breillat
- 2014 : Belle comme la femme d'un autre de Catherine Castel
- 2014 : Maintenant ou jamais de Serge Frydman
- 2014 : La Vie pure de Jérémy Banster
- 2015 : My Old Lady d'Israël Horovitz
- 2016 : Le Voyage de Fanny de Lola Doillon

## Distinctions

### Récompenses
- Molières 2008 : Molière du décorateur scénographe pour Good Canary

### Nominations
- Molières 2003 : Molière du décorateur scénographe pour Hysteria
- César 2012 : César des meilleurs décors pour Les Femmes du 6e étage